# ドラゴンボール 神龍の謎
『ドラゴンボール 神龍の謎』（ドラゴンボール シェンロンのなぞ）は、1986年11月27日にバンダイが発売したファミリーコンピュータ用ゲームソフト。
鳥山明原作の漫画・アニメ作品『ドラゴンボール』を題材とするアクションアドベンチャーゲームである。
ソフトの売上は120万本を記録し、後に様々なハードで移植版が発売された。
日本国外では商標などの関係で『Dragon Power』のタイトルで発売さ、登場人物なども別のものに差し替えられている。

## 概要
『ドラゴンボール』のファミコン作品第1弾。プレイヤーは主人公である孫悟空を操作し、ドラゴンボールを7つ集めると現れる「神龍（シェンロン）」が叶えてくれるという願い事の謎に迫る。
アニメ版で悟空がレッドリボン軍と戦っているあたりでリリースされた作品であるため、原作準拠のキャラクターはレッドリボン軍のメタリック軍曹あたりまでと中途半端であり、オリジナル要素がやや強い。また、ゲーム中は時間経過で徐々に体力が減っていくが、運が悪いと回復アイテムが全く手に入らずそのままゲームオーバーになるなど、難易度は非常に高い。ソフトの売上は120万本を記録しているが、その完成度の低さから『ドラゴンボール』を題材としたゲーム作品としては最も評価が低いとされている。
ニンテンドーDS用ソフト『ドラゴンボールDS2 突撃!レッドリボン軍』（2010年）、ニンテンドー3DS用ソフト『バンダイナムコゲームスPRESENTS Jレジェンド列伝』（2013年）、ニンテンドークラシックミニ　週刊少年ジャンプ50周年記念バージョンに本作がそのまま収録された。また、ニンテンドーDS用ソフト『ドラゴンボール改 サイヤ人来襲』（2009年）にも本作のBGMがアレンジされて使われている。
テレビCMのナレーションは来宮良子が担当した。発売当時、ゲーム中の第1部6章（ステージ6）の最後に登場する神龍の写真を同封されたチラシに付いた応募券と一緒に封書で送ると「ドラゴンボールマル秘巻物攻略本」（第3部の巻き物型完全攻略本）が抽選で2000名にプレゼントされる「神龍を探せ!!」キャンペーンが実施された。

## ゲーム内容
主人公の孫悟空を操作し、トップビュー方式のアクションマップ上を、敵キャラクターを倒しながら進んでいく。また、サイドビュー方式の謎解き部屋、バトル部屋も用意されている。説明書ではトップビュー画面が「大移動的遊戯場面」、トップビュー画面の中に隠された秘密の通路などが「神隠的秘密場面」、会話シーンが「漫画的会話場面」、サイドビュー画面が「大活劇的格闘場面」と呼称されている。
基本的にステージ最後のボスを倒せばステージクリアであるが、特定の敵キャラクターを倒さないと扉が開かない場所があるほか「奪われたドラゴンボールを全て集める」「鍵やニンジンなどのキーアイテムを全て回収する」など、決められた条件や目的を果たさないとボスと戦えないステージもある。
悟空の攻撃方法はパンチが基本となるが、特定のアイテムを手に入れることで後述する「如意棒」や「かめはめ波」などの攻撃が可能になる。
パワー（ライフポイント）
本作ではライフポイント制がとられており、本作では「パワー」と呼ばれる。スタート時は100で、最大は150だが条件を満たすと250となる。
パワーは時間経過や敵の攻撃を受けることで減少し、ゼロになるとゲームオーバーだが、ホイポイカプセルにランダムで入っている回復アイテムを取れば増加させることができる。また、中には残りパワーにかかわらず一撃でゲームオーバーになる罠や攻撃もある。
アイテム
敵キャラクターを倒すとホイポイカプセルを落とすことがあり、このカプセルに触れると中からアイテムが出現する。また、マップ上の所々にホイポイカプセルのある隠し部屋が用意されているが、隠し部屋ではカプセルから敵キャラクターが出現することもある。アイテムは下記の種類があり、取得することで様々な効果を発揮する。
クエスチョン・ポイント
スコアアイテム。プレイヤースコアが100 - 1000点増加する。
パワー・フード
回復アイテム。取得することで骨付き肉は20ポイント、ケーキは100ポイント分、悟空のパワーが回復する。
パンティ
取得することで一定時間、悟空の移動速度が速くなる。なお、パンツを取ると悟空の足が速くなるのは本作オリジナルの設定である。
NES版ではサンドイッチに変更されている。
如意棒
取得することで通常攻撃のパンチが、より強力でリーチも長い「如意棒」に変化する。「如意棒（黄）」は通常の如意棒、「如意棒（赤）」は回転しながら如意棒を振り回す「棒術からまん棒」が使用可能になる。また、説明書には如意棒を伸ばして「棒術からまん棒」が使用可能になる「如意棒（緑）」の存在が明かされているが、実際のゲームには収録されていない。
かめマーク
取得することで、必殺技の「かめはめ波」が使用可能になる。かめはめ波は遠くの敵も攻撃できる非常に強力な攻撃だが、使用できる回数に制限がある。「かめマーク（黄）」は通常のかめはめ波、「かめマーク（赤）」は「スーパーかめはめ波」が使用可能になり、さらに説明書には「パーフェクトかめはめ波」が使用可能になる「かめマーク（緑）」の存在が明かされているが、実際はカプセルハウスで習得するようになっている。
筋斗雲
ワープアイテム。取得すると、そのステージの特定の地点に一瞬で移動する。設定上は亀仙人が悟空に譲ったもので、本来は自由に使用できるはずだが「悟空がどこかになくしてしまった」ため、使用に制限がある。
会話シーン
ステージ冒頭やクリア時、ボス戦の前などに、会話シーンが挿入されている。セレクトボタンで省略することが可能。

## ステージ構成
大きく3つのパートに分かれる。1 - 6ステージは原作のジャンプ・コミックス第1巻・第2巻部分を基にしたストーリー「第1部 孫悟空と仲間たち」、7 - 10ステージは悟空が多林寺のカンフー大会に出場する「第2部 カンフー大会」、11 - 14ステージは謎の軍団・MB（エムビー）軍との戦いを描く「第3部 MB軍総攻撃」であり宇宙が舞台となっている。ステージ12以降は、ゲームオーバー時にコンティニューを選択すると、ステージ11からの再開する。
ステージ6とステージ14をクリアするとドラゴンボールが7つ揃って神龍が現れ、4つの願いのうちどれかをプレイヤーが選択することができる。ステージ11以降のオリジナルストーリーに登場するボスキャラクターの中には、「クリリアン」など、鳥山明が本作用に描き下ろしたものがある。
- 第一部 孫悟空と仲間たち
  - 其之一 亀仙人との出会い
  - 其之二 ウーロン現る
  - 其之三 砂漠の盗賊ヤムチャ
  - 其之四 フライパン山の牛魔王
  - 其之五 ウサギ団
  - 其之六 ピラフ大王の野望
- 第二部 カンフー大会
  - 其之七 カンフー大会一回戦
  - 其之八 カンフー大会二回戦
  - 其之九 カンフー大会準決勝
  - 其之十 カンフー大会決勝
- 第三部 MB軍総攻撃
  - 其之十一 兎人参化の復讐
  - 其之十二 セブンアイランド
  - 其之十三 ジャングル王ビンボ
  - 其之十四 コンペイ塔

## キャラクター

### メインキャラクター
孫悟空
主人公兼プレイヤーキャラクター。
力は強いがまだまだ修行中の身で、食べ物を取り続けないとすぐにお腹がすいてパワーが尽きてしまう。
NES版では「GOKU」という猿のような外見のキャラクターに変更されている。
ブルマ
悟空の仲間の女性。イベントシーンで登場。
NES版では外見上の変更はないが、名前が「Nora」になっている。
亀仙人
スケベな一面を持つ武術の達人。イベントシーンで登場。
NES版では「Hermit（世捨て人）」という白髪にローブ姿の老人になっており、サンドイッチが大好きなキャラクターに変更されている。

### 敵キャラクター
ステージ1
ホイポイ虫
ホイポイカプセルの中にたまに入っている敵。
リトルベア
クマの姿をした山賊。色違いが複数存在し、ナイフを投げてくるタイプもいる。
ミドルベア
刀を振り回す山賊。リトルベアよりも耐久力が高い。
プテラノドン
空を飛んでいる翼竜。爆弾を落としてくる。
槍玉（やりだま）
各所を守っている番兵。槍で突いてくる。
山賊小ボス
ステージ1の中ボス。山賊の小ボスで、刀で攻撃してくる。
山賊ボス
ステージ1の中ボス。ブルマをさらった山賊のボスで、刀で攻撃してくる。また、手下のおじゃまバチを連れている。

ステージ2
ハンマーマン
ウーロンが雇ったボディーガード。ハンマーで攻撃してくる。
トラップ
トゲの付いた罠。フロアの出入口などに設置されており、左右から挟んでくる。
ファイアージャンプ
行く手を邪魔するメカ。弾を撃ってくるタイプも存在する。
ホイポイベア
リトルベアと同種のクマ。ホイポイカプセルを投げてファイアージャンプを出現させる。
ファイアー
行く手を邪魔する炎。
謎の人形
村の家の中にある動かない人形。たたくと中から意地悪っ子、村娘、ウーロンのどれかが出てくる。
意地悪っ子（おばあさん）は耐久力が高く、ハートを飛ばしながら迫ってくる。逆に村娘は耐久力が低く、「キャー」と叫びながら逃げる。
ウーロン
変身能力を使って村人を困らせている妖怪。謎の人形の中に隠れている。計4回見つけるだけでクリアであり、戦わなくてもよい。

ステージ3
ボコスカベア
兜をかぶったクマ。上下に移動し殴ってくる。
タツマキ
砂漠や水中を移動する竜巻。
カブトボール
地雷。悟空が近付くと感知して爆発する。
プーアル
ヤムチャの手下。爆弾を投げてくる。
ヤムチャ
ステージ3のボス。砂漠の盗賊で、狼牙風風拳の使い手。砂漠エリアでエアカーに乗って襲ってくる他、中ボスとしても登場する。

ステージ4
ボンバープテラノドン
空を飛んでいる翼竜。上方向に移動しながら爆弾を落としてくる。
イーダーテン
猛スピードで駆け回る敵。体当たりをしてくる。
チチ
牛魔王のひとり娘。原作と異なり悟空と戦うことになる。ビームで攻撃してくる。2回登場する。
牛魔王（）
ステージ4のボス。フライパン山の城の主であり、原作と異なり悟空と戦うことになる。オノを投げてくる。

ステージ5
ウサギ団員
ウサギ団の一番下っ端。跳ねながら体当たりしてくる。
マシンガンマンジョー
ウサギ団の子分。兎人参化を追う悟空を妨害する他、ウサギ団の隠れ家に入るために必要なニンジンを守っている。
オテダマン
ハンマーマンの親戚。ハンマーで攻撃してくる。
兎人参化（）
ステージ5のボス。ウサギ団を率いており、さわった人間をニンジンに変える力を持っている。倒すには如意棒が必要。

ステージ6
怪獣ギドラ
ピラフ城の要所を守る2つの首を持つ怪獣。火の玉を吐き出してくる。
ソバ
ピラフ大王の手下。素早く走り回りながらナイフを投げてくる。
マイ
ピラフ大王の手下。戦闘メカに乗り込んで行く手を阻む。メカを破壊されるとステージ2の村娘に似た姿になって逃走する（撃破可能）。
ピラフ大王
ドラゴンボールを使って世界征服を企む怪人。迷路面に登場するが、追い詰めると逃げるため直接戦うことはない。

ステージ7
白帯僧侶（）
カンフー道場「多林寺」で一番ランクが低い敵。道場の扉を守っている。
クリリン
ステージ7のボス。カンフー大会第1回戦の相手。飛び蹴りを使用する。

ステージ8
茶帯僧侶（）
カンフー道場を守る敵。棒で攻撃してくる。
メタリック軍曹
ステージ8のボス。カンフー大会第2回戦の相手。ミサイル攻撃とロケットパンチを使用する。

ステージ9
黒帯ウルフ（）
カンフー道場を守る敵。狼の姿をしており、素早い動きをする。
ヤムチャ
ステージ9のボス。カンフー大会準決勝の相手。以前と同様に狼牙風風拳を使用する。

ステージ10
赤帯ウルフ（）
カンフー道場を守る敵。狼の姿をしており、棒で攻撃してくる。
大怪獣ブヨン
ステージ10のボス。カンフー大会決勝の相手。壁を破壊して寒さで凍らせないと勝てない。

ステージ11
イン石（）
上空から落下してくる隕石。
黒オクトマン（）
別名MB（エムビー）1型。タコのような姿のロボット。月面に登場する。
青オクトマン（）
黒オクトマンの色違い。基地面に登場する。
エムボット
正式名はMBOT（エムボット）1号。悟空が近づくとパンチ攻撃してくる。
電磁バリア
行く手を邪魔するトラップ。2 - 3秒おきに電気を放電する。
クリリアン
ステージ11の中ボス。宇宙一の殺し屋であり、4本腕の宇宙人。4本の内の2本の腕をブーメランのように飛ばしてくる。
鳥山明のイラストではヤリとヌンチャクを持っているが、ゲーム上では無くなっている。
兎人参化
ステージ11のボス。悟空によって月に送られていたが復活し、クリリアンを差し向けてくる。直接対決では以前と同様に如意棒が必要となる。

ステージ12
スピンマン
島中に生息する敵。常に回転しており、動きが速い。
フライングフィッシュ
魚の姿をした敵。
パープ1
子供のパープ。攻撃性に乏しい。
パープ2
大きなパープ。決まった場所を左右に行き来する。
パープ3
グロテスクな怪物。強力な攻撃を行う。
ミニトルネード
島を飛び回っている敵。かめはめ波で倒すことができる。
ツインギルズ
2つの頭を持つ魚の敵。埠頭の北のはずれのドアに入ると海に落ち、その先で待ち構えている。
マザーサブマリン
橋から落ちた先の海で現れる敵。次々とウォーターオクトマンを産み出す。
ウォーターオクトマン
水中に住むオクトマン。
岩
何気ない岩。パンチで破壊しないと先に進めない場所がある。
バブラー
ステージ12の中ボス。2体で登場し、泡を飛ばしてくる。上に乗ることができ、倒さず飛び越すことでもクリアができる。

ステージ13
スパイダーキッド
蜘蛛のような姿の敵。木々の茂みの間から落ちてくる。
ウォーターマン
ジャングルにある底なし沼に生息する敵。
スクリューマン
とぐろを巻いたウンチ。伸び縮みしながら近づいてくる。
コウモリ
黒いコウモリ。普段は木にとまっているが、悟空が近づくと攻撃してくる。
チータ
素早さが取り柄の敵。建物の上におり、近づかない限り動きは見せない。
チキンマン
カンフーの使い手。
マンボ
ビンボの住むジャングルの奥を守る敵。拳法の使い手。
ビンボ
ステージ13のボス。ドラゴンボールの持ち主であるジャングル王。ツタからツタへと移動し矢を放ってくる。知能は低い。

ステージ14
ノーマル・カーメン
コンペイ塔の門番。悟空が近づくと動き出す。
セパレートマン
ロボット型の敵で、オクトマンの親戚。正式名称はMB（エムビー）9号。
コマンダーマン
オクトマン系のロボット。
エムボット3号
エムボット系メカロボの中で最強の敵。空中を飛び回っている。
スクリューマン
ノーマル・カーメンの色違いの敵。
M・B軍将軍
コンペイ塔で悟空を待ち構えるMB軍の将軍。鳥山明描き下ろしのキャラクター。爆弾を投げてくる。
ヨーヨーロボ / ロボット
ステージ14のボス。ヨーヨーを振り回して攻撃する。距離をとるとレーザーを飛ばしてくる。

## 移植版
| No. | タイトル                                       | 発売日                                   | 対応機種        | 開発元                  | 発売元   | メディア  | 型式             | 売上本数 | 備考 |
| --- | ---------------------------------------------- | ---------------------------------------- | --------------- | ----------------------- | -------- | --------- | ---------------- | -------- | ---- |
| 1   | ドラゴンボールDS2 突撃!レッドリボン軍          | 2010年2月11日 2010年6月22日 2010年7月2日 | ニンテンドーDS  | ゲームリパブリック      | バンナム | DSカード  | -                | -        |      |
| 2   | バンダイナムコゲームスPRESENTS Jレジェンド列伝 | 2013年11月7日                            | ニンテンドー3DS | ゴッチテクノロジー リズ | バンナム | 3DSカード | CTR-P-BNGJ (JPN) | -        |      |

## 評価
ゲーム誌『ファミリーコンピュータMagazine』の読者投票による「ゲーム通信簿」での評価は以下の通り21.19点（満30点）となっている。
| 項目 | キャラクタ | 音楽 | 操作性 | 熱中度 | お買得度 | オリジナリティ | 総合  |
| 得点 | 3.15       | 3.15 | 3.64   | 3.96   | 3.75     | 3.54           | 21.19 |

## 関連書籍
攻略本
- ジャンプコミックスセレクション ファミコン神拳奥義大全書 巻の三 - 集英社、1986年12月15日、ISBN 4-8342-1053-7